# Napp

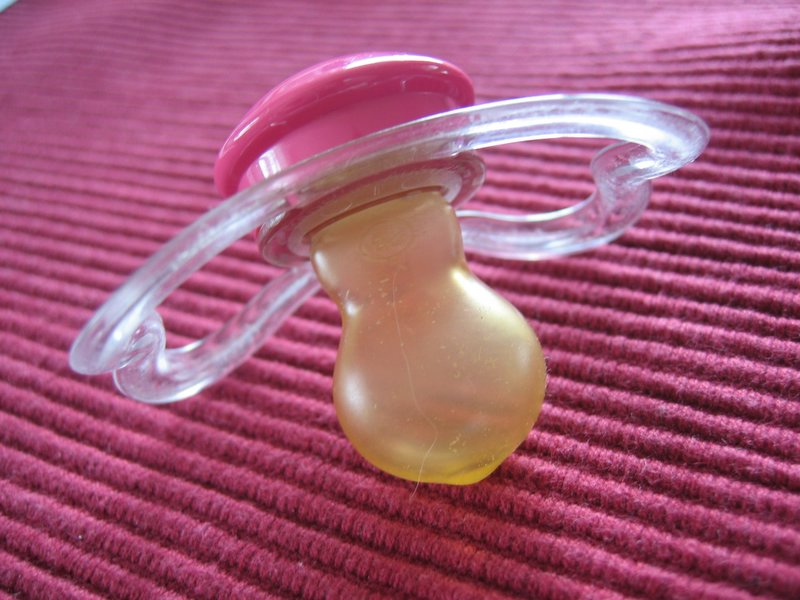
En napp.

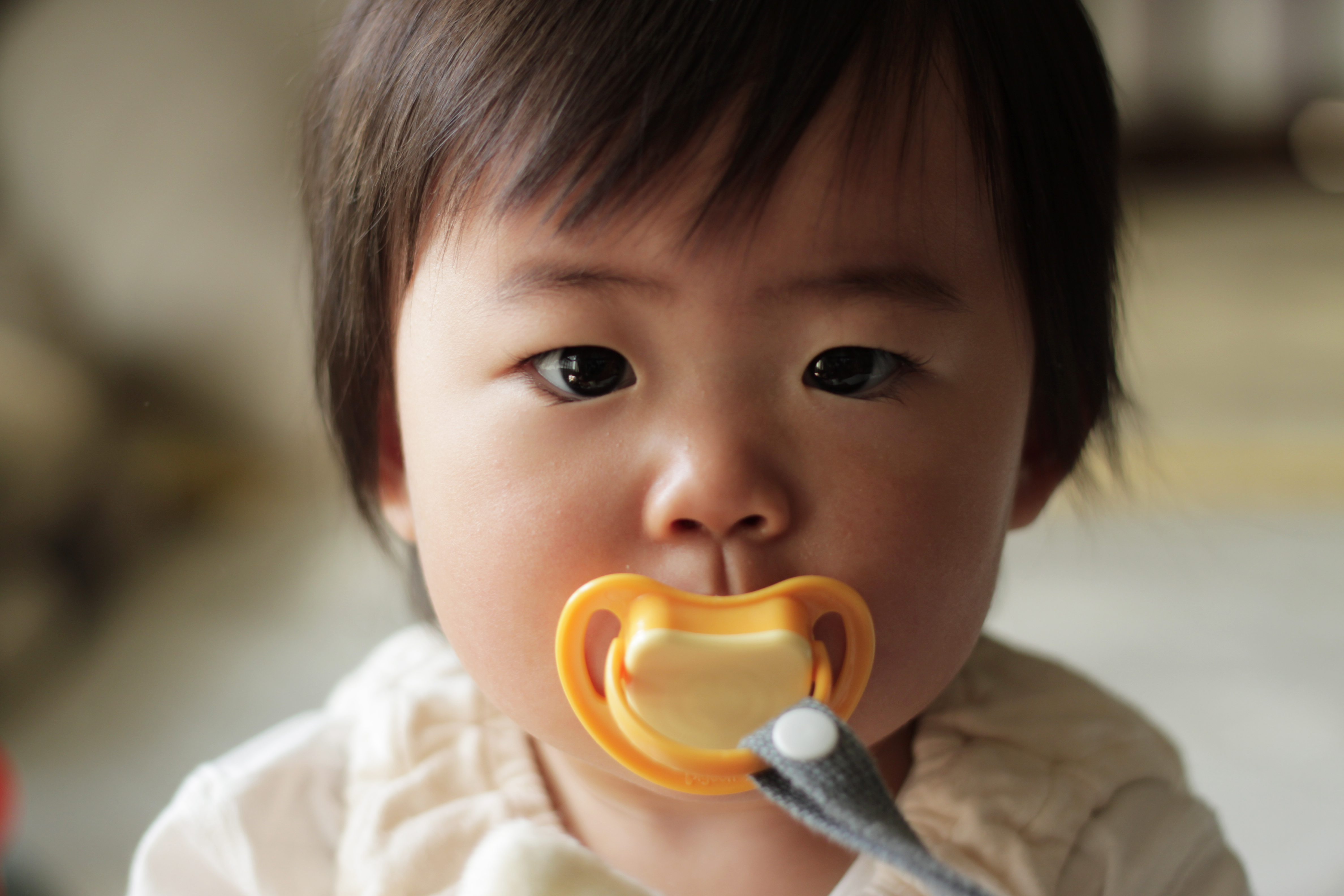
Ett barn med en napp i munnen.

En napp, särskilt i Finland tutt eller tutte, är en liten gummituta fäst på en bricka för barn att suga på. Sugdelen är i regel gjord av latex eller silikon; tidigare tillverkades den i gummi. Napp på nappflaska brukar kallas dinapp för att skilja sorterna åt.
Skölden på nappen kan vara gjord i olika material; plast är vanligt. Det finns även modeller som är gjorda helt i naturgummi. Alla nappar som säljs inom EU ska följa EU-standarden EN1400:2013+A2:2018.
Risken för plötslig spädbarnsdöd kan minska om barnet använder napp och amningen är etablerad – amning kan också minska risken. Svenska Socialstyrelsen avråder därför inte längre att spädbarn använder napp, förutom vid amningsproblem de första en till två levnadsveckorna.
För barn som inte längre ammar kan en napp även fungera som tröst och ersättning. Större barn brukar främst använda napp som en trygghet i samband med insomnandet.
Att som vuxen rengöra nappen genom att stoppa in den i sin egen mun innan barnet använder den kan ha både positiva och negativa effekter. Man riskerar dels att föra in kariesbakterier som inte finns i barnets mun, men forskning från Sahlgrenska akademin vid Göteborgs universitet 2013 visade också att barn vars föräldrar gjorde på det sättet hade en tredjedel så mycket eksem vid 1,5 års ålder jämfört med barn vars föräldrar inte rengjorde nappen på det sättet.